# Francesco Salata
Francesco Salata (Osor, 4 de dezembro de 1876 — Roma, 20 de setembro de 1944) foi um político, diplomata, historiador e escritor italiano. Salata foi embaixador italiano na Áustria de 7 de agosto de 1936 a 27 outubro de 1937, e senador do Reino da Itália à partir de 4 de dezembro de 1920 a 5 de agosto de 1943.
Salata foi um irredentista italiano, embora tivesse uma abordagem mais "legalista" do que outros contemporâneos, além de ser mais liberal. Salata foi criticado e atacado pelos fascistas, embora, depois que eles assumiram o poder, foi contratado pelo governo fascista e escreveu livros a favor da política fascista.
Muito afeiçoado de sua Ístria natal, Salata se opôs à Eslavização realizada por sacerdotes croatas em Ístria, Carnaro e Dalmácia. Ele acusou o clero esloveno e croata para realizar a eslavicização de Ístria e Carnaro. Salata defendeu a ideia de que Dalmácia, Ístria e Carnaro seriam, historicamente, terras italianas.

## Biografia
Salata tornou-se irredentista na juventude e correu um risco que a poderia ter levado à expulsão de todas as escolas do Império Austríaco por causa dos seus sentimentos. Participa de conferências da sociedade arqueológica italiana em Istria (Società istriana di archeologia e storia patria). Em 1915 foi para Roma por motivos administrativos, mas decidiu ficar para defender sua causa de entrada da Itália na Primeira Guerra Mundial. Ele colaborou com a Itália na Primeira Guerra Mundial. Por causa disso, os austríacos prenderam sua esposa Ilda Mizzan e sua filha Maria. Sua esposa morreu poucos anos após o fim do conflito, devido às consequências de sua prisão.
Salata chegou ao poder, politicamente, na Itália, ao mesmo tempo em que era altamente considerado entre os intelectuais. Além de político, foi historiador e escritor. Posteriormente, ele publicou vários livros e ensaios em apoio ao fascismo.
Ele sempre teve o forte apoio do Primeiro-Ministro Nitti, e também foi apoiado por Giovanni Giolitti, que o utilizou nas negociações que levaram à assinatura do Tratado de Rapallo em 1920.
Inicialmente ele foi atacado pelos fascistas, que até atacaram o carro em que ele viajava com sua filha Maria durante uma visita a Trento. No entanto, ele publicou livros e ensaios sobre a Itália e o patriotismo que foram bem recebidos pelos fascistas. Salata obteve a cartão do Partido Fascista ad honorem em 1929, por ocasião do seu discurso em Pisino (Pazin), e foi inscrito na União Nacional Fascista do Senado (Unione nazionale fascista del Senato).
Salata tornou-se senador italiano em 4 de dezembro de 1920, e permaneceu como senador por quase 23 anos, até 1943. Além disso, em 1936 tornou-se embaixador da Itália na Áustria, onde foi convidado em 1934 para trabalhar na criação da Istituto Italiano di Cultura, e apesar de suas idéias irredentistas, ele ainda era muito estimado.
Para apoyar las políticas agresivas de Italia, publicó Il nodo di Gibuti: storia diplomatica su documenti inediti (1939), e Nizza fra Garibaldi e Cavour: un discorso non pronunciato e altri documenti inediti (em Storia e politica internazionale, rassegna trimestrale) em 1920. En 1943 fue nombrado Presidente de la Comisión de Asuntos Exteriores del Senado.

## Prêmios
- Comandante da Ordem da Coroa
- Grande Oficial da Ordem da Coroa
- Comandante da Ordem dos Santos Maurício e Lázaro
- Cavaleiro da Ordem da Coroa
- Grande Oficial da Ordem dos Santos Maurício e Lázaro

## Bibliografía
- Paolo Ziller: Le Nuove province nell'immediato dopoguerra. Tra ricostruzione e autonomie amministrative (1918-1922), in Miscellanea di studi giuliani in onore di Giulio Cervani per il suo XLL compleanno, edited by F. Salimbeni, Udine 1990, pp. 243-274
- Paolo Ziller: Francesco Salata. Il bollettino la “Vita autonoma” (1904-1912) ed il liberalismo nazionale istriano nell’ultima Austria, in Atti - Centro di ricerche storiche, Rovigno, 1995, 25, pp. 423-445
- Paolo Ziller: Giuliani, istriani e trentini dall'Impero asburgico al Regno d'Italia: società, istituzioni e rapporti etnici, Udine 1997
- Luca Riccardi: Francesco Salata tra storia, politica e diplomazia, Udine 2001
- Luca Riccardi: Francesco Salata, il trattato di Rapallo e la politica estera italiana verso la Jugoslavia all’inizio degli anni Venti, in Quaderni giuliani di storia, 1994, 2, pp. 75-91
- Luca Riccardi: Le carte Salata: quarant’anni tra politica e storia, in Quaderni giuliani di storia, 1991, 1-2, pp. 77-92